# Arborway
Der Arborway ist ein vierspuriger, geteilter Parkway und eine zweispurige Anwohnerstraße in Boston im Bundesstaat Massachusetts der Vereinigten Staaten. Die Straßen befindet sich im Stadtteil Jamaica Plain und wurde in den 1890er Jahren durch Frederick Law Olmsted als südlichster Bestandteil des Emerald-Necklace-Parksystems entworfen und gebaut. Ursprünglich war die Straße für Kutschen konzipiert, um als Teil des Parksystems den Boston Common mit dem Franklin Park in Roxbury zu verbinden.
Der Arborway beginnt an einem großen Kreisverkehr, der ihn mit dem Jamaicaway verbindet, und führt am Haupteingang zum Arnold-Arboretum vorbei, wo das Parken auf der Fahrbahn erlaubt ist. Ursprünglich führte die Straße weiter durch Forest Hills bis zum Franklin Park, endet aber heute an der South Street am Arboretum. Von dort führt der Weg entweder nach Forest Hills oder über den Casey Overpass in Richtung Roxbury und Mattapan.